# 1800 au Bas-Canada
Cet article traite des événements survenus en 1800 au Bas-Canada. 

## Événements
- 30 mai : Ouverture du Barreau du Québec.

- 7 septembre : Érection du canton de Stanstead près de la frontière américaine..

## Naissances
- 15 mars : Louis Marchand (homme d'affaires)
- 27 mars : William Dow (homme d'affaires)
- 21 octobre : René-Édouard Caron (homme politique)
- 22 octobre : 
  - James Ferrier (ancien maire de Montréal)
  - Henry Starnes (ancien maire de Montréal)
- 6 décembre : Edward Hale (en) (homme politique)